# Otto Wölz
Friedrich Ewald Otto Wölz (* 13. Juli 1877 in Friesenheim bei Ludwigshafen; † 30. Mai 1962 in Stammheim, Stuttgart) war ein deutscher Ministerialbeamter, Politiker (DDP) und Jurist. Er war 1920/1921 Abgeordneter des Landtags des freien Volksstaates Württemberg.

## Leben
Wölz war ein Sohn des Chemikers Adolf Wölz (1847–1909) und dessen Ehefrau Clara, geb. Nägele (1852–1927). Nach dem Besuch des Gymnasiums in Stuttgart studierte er von 1895 bis 1899 Jura in Neuchâtel, Tübingen, Berlin und Leipzig. 1896 wurde er Mitglied der Tübinger Studentenverbindung Akademische Gesellschaft Stuttgardia. 1900 begann er seinen Einjährig-Freiwilligen-Dienst im Grenadier-Regiment „Königin Olga“ (1. Württembergisches), Nr. 119. Von 1904 bis 1919 arbeitete er als Rechtsanwalt in Stuttgart. 1908 wurde er in Tübingen mit der Schrift „Das Gesellschaftsvermögen nach bürgerlichem Recht und bei der offenen Handelsgesellschaft“ promoviert. 
Später nahm Wölz eine Karriere als Beamter auf. Er leitete 1919/1920 die Hauptfürsorgestelle Württemberg für Kriegsbeschädigte und Hinterbliebene sowie die Abteilung „Soziale Volkswohlfahrt, Kriegsfürsorge“ im württembergischen Arbeitsministerium. Ab 1920 war er im Reichsarbeitsministerium tätig, zunächst als Oberregierungsrat. 1921 wurde er zum Ministerialrat ernannt und hatte die Position eines Referenten inne, zuerst für Kriegsbeschädigten- und Kriegshinterbliebenenfürsorge sowie Durchführung des Schwerbeschädigtengesetzes und ab 1923 für allgemeine Fragen der Wohlfahrtspflege. Er wirkte maßgeblich an der Gestaltung der Wohlfahrtsgesetzgebung mit (Gesetz über die Kleinrentnerfürsorge 1923, Reichsfürsorgeverordnung 1924, Reichsgrundsätze über Voraussetzung, Art und Maß der öffentlichen Fürsorge 1924). 
1925 übernahm Wölz die Leitung der Unterabteilung für Wohnungs- und Siedlungswesen im Reichsarbeitsministerium (ab 1931 nur Siedlungswesen). Hier war er an dem Gesetz zur Änderung des Reichsmietengesetzes 1928 beteiligt. Jedoch galt er zunehmend als überfordert in seiner Funktion und seine Aufgaben wurden nach und nach von Karl Durst übernommen. 1932 wechselte Wölz in die Abteilung für ländliche Siedlung im Reichsministerium für Ernährung und Landwirtschaft. 1934 folgte seine Versetzung in den Ruhestand aus gesundheitlichen Gründen.
1943 zog Wölz von Berlin nach Schwäbisch Gmünd, wo er von 1945 bis 1948 im Landratsamt angestellt war. Danach wirkte er dort als stellvertretender Landrat.
Politisch gehörte Wölz dem liberalen Spektrum an. Vor 1903 war er Mitglied der Deutschen Partei (DP), ab 1918 der Deutschen Demokratischen Partei (DDP), zu deren Mitbegründern in Württemberg er gehörte. 1919 war er Mitglied der verfassungsgebenden Württembergischen Landesversammlung. 1920 bis 1921 saß er für die DDP im Landtag, bis er sein Mandat niederlegte. Daneben engagierte er sich im Bürgerausschuss (1912–1919) und im Gemeinderat (1919–1921) Stuttgarts. Er war unter anderem auch an der Gründung der Deutschen Wohnstättenhypothekenbank (1924), in deren Aufsichtsrat er saß, und der Deutschen Siedlungsbank (1930) beteiligt.
1904 heiratete er Lina Wilhelmine, geb. Klein (1877–1947), und 1949 Anna Martha, geb. Hanke (1884–1964).